# Der eiserne Handschuh
Der eiserne Handschuh ist ein US-amerikanisch-französischer Film noir aus dem Jahre 1952. Alternativtitel: Glocken um Mitternacht.

## Handlung
In einer Dorfkirche in Südfrankreich beginnen die Kirchenglocken zu läuten. Jahrelang waren sie verstummt geblieben, da der größte Schatz der Kirche verloren schien – ein mittelalterlicher mit Brillanten besetzter eiserner Handschuh. Erst wenn die Reliquie wieder in die Kirche zurückkommt, sollten die Glocken wieder läuten. Der Priester findet den Handschuh und einen toten Amerikaner.
Jahre zuvor. Die Alliierten landen in der Normandie. Der Fallschirmjäger Mike Blake landet im Niemandsland zwischen den Fronten. Es kommt zu einem Aufeinandertreffen mit dem deutschen Paul Rona. Dieser versucht Blake mit einem wertvollen eisernen Handschuh zu bestechen, um von ihm freigelassen zu werden. Rona ist im Privatleben ein internationaler Antiquitätenhändler, der vor dem Krieg sogar ein Geschäft in New York hatte. Der eiserne Handschuh ist eindeutig eine Kriegsbeute, die Rona aus Frankreich rauben wollte. Durch einen Bombenangriff wird Blake verschüttet, und Rona kann mit dem Handschuh fliehen.
Nach dem Kriege kommt Blake wieder nach Frankreich zurück. In seiner Heimat wird er steckbrieflich gesucht, da verdächtigt wird, den Handschuh als Kriegsbeute gestohlen zu haben. Er kommt nach Frankreich, um den tatsächlichen Dieb zu finden und seine Unschuld zu beweisen. In Paris lernt er die Fremdenführerin Christine kennen; gemeinsam machen sie sich auf den Weg nach Südfrankreich, wo sie schließlich Rona stellen können. In einem Showdown in der Dorfkirche, aus der der Handschuh ursprünglich stammte, wird Rona erschossen, und Mike legt den Handschuh unerkannt auf den Altar der Kirche zurück.

## Hintergrund
Der Film wurde ausschließlich in Frankreich gedreht. Drehorte waren die Umgebung von Nizza und Monte Carlo sowie Paris.

## Kritiken
„Gut fotografierte Kolportage“